# باشگاه ورزشی رویال بووران
باشگاه ورزشی رویال بووران (انگلیسی: K.S.K. Beveren) یک باشگاه فوتبال بلژیکی از بووران در شرق فلاندر با شماره تأسیس ۲۳۰۰ و با رنگ‌های زرد و آبی است. این باشگاه دو بار قهرمان کشور شد و دو بار قهرمان جام حذفی بلژیک شد. شعبه مردان این باشگاه در سال ۲۰۱۰ به‌طور موقت متوقف شد، تا سال ۲۰۲۲ تنها تیم زنان در اتحادیه فوتبال سلطنتی بلژیک بازی می‌کرد. در سال ۲۰۲۲، پس از توافق با باشگاه ورزشی بووران، شماره مؤسس دوباره برای فوتبال مردان منتشر شد؛ بنابراین باشگاه از فصل ۲۰۲۳–۲۰۲۲ دوباره با یک تیم مردانه فعال شده‌است. رویال بووران اولین باشگاه فوتبال در بلژیک است که به‌طور کامل توسط هواداران کنترل می‌شود و به اصول پشتیبانی مستقیم متعهد است.